# Courage (pel·lícula de 1921)
Courage és una pel·lícula muda dirigida per Sidney Franklin i protagonitzada per Naomi Childers i Sam De Grasse. Basada en una història d'Andrew Soutar, les escenes en la foneria es van rodar a la Baker Iron Works de Los Angeles. Es va estrenar el maig del 1921. Es considera una pel·lícula perduda.

## Argument
Stephan, un jove pare i marit que ha abandonat la seva anterior feina amb Angus Ferguson, propietari d'una fàbrica d'acer escocesa, treballa en un nou invent. Un dia visita Ferguson per reclamar diners que se li devien però abans de la seva arribada, aquest és assassinat pel seu fill, Bruce, en un intent de robatori. Stephan és acusat de l'assassinat i condemnat a presó. La seva dona, Jean, continua amb la tasca de perfeccionar el seu invent i segueix sent-li fidel tot i els intents de seducció d'un home ric i de posició. Quan ella pensa que ho té tot perdut, l'assassí confessa i Stephan és alliberat.

## Repartiment
- Naomi Childers (Jean Blackmoore)
- Sam De Grasse (Stephan Blackmoore)
- Lionel Belmore (Angus Ferguson)
- Adolphe Menjou (Bruce Ferguson)
- Alec B. Francis (McIntyre)
- Lloyd Whitlock (“Speedy" Chester)
- Ray Howard (Stephan Blackmoore jr.)
- Gloria Hope (Eve Hamish)
- Charles Hill Mailes (Oliver Hamish)